# Cañón de la Horadada
El cañón de la Horadada se abre entre los municipios palentinos de Aguilar de Campoo y Pomar de Valdivia, entre los pueblos de Mave, Villaescusa de las Torres y otros núcleos de población. Es una garganta por la que el río Pisuerga se ha abierto camino en el terreno calizo en el que se encuentra el espacio natural de Las Loras y Las Tuerces. Los planos de las paredes del cañón, que presentan numerosas cavidades de diferente tamaño, son en su mayor parte verticales y aún, en determinados puntos, la inclinación supera los 90° con respecto a la horizontal.
Estas grutas, más de veinte, son de formación kárstica, y en su interior se han encontrado numerosos objetos que evidencian la ocupación humana desde tiempos remotos. Entre ellas, las más importantes son las de Tino, Cueva del Chopo, Cueva de la Antena, Cueva Pradillos, Cueva Larga, Cueva de la Hiedra, Cueva Gesco, Cueva Pilatos, Cueva Corazón, Cueva de los Espinos, y Cueva del
Sauce. La mayor parte de los restos se han encontrado en la superficie del suelo cavernoso, y son de origen paleolítico, aunque también los hay del calcolítico, de la Edad del Bronce, de la época romana, y altomedievales.
Destacan las herramientas musterienses de las cuevas Corazón y de los Espinos. En la cueva de Tino se han descubierto algunos enterramientos y exhumado restos del calcolítico y de la Edad del Bronce. En la de los Espinos, se han recuperado además, vasos cerámicos y una punta de flecha calcolítica, restos de edificaciones: habitaciones, hogares, y silos prehistóricos de la última fase del Bronce, y enterramientos tardorromanos de los siglos IV y V. En la cueva Larga y otras, hay enterramientos altomedievales.